# III distrito de París
El III distrito de París (3.er distrito de París), también conocido como distrito del Temple, es uno de los veinte distritos de los que se compone la capital francesa. Situado en la orilla derecha del río Sena, es principalmente residencial y de alto nivel adquisitivo lo que generó la apertura, en los últimos años, de tiendas de lujo. Parte del histórico barrio del Marais se ubica en él.
En este distrito se encuentran la Torre del Temple, el museo Carnavalet, el museo Picasso y el Archivo Nacional.

## Administración

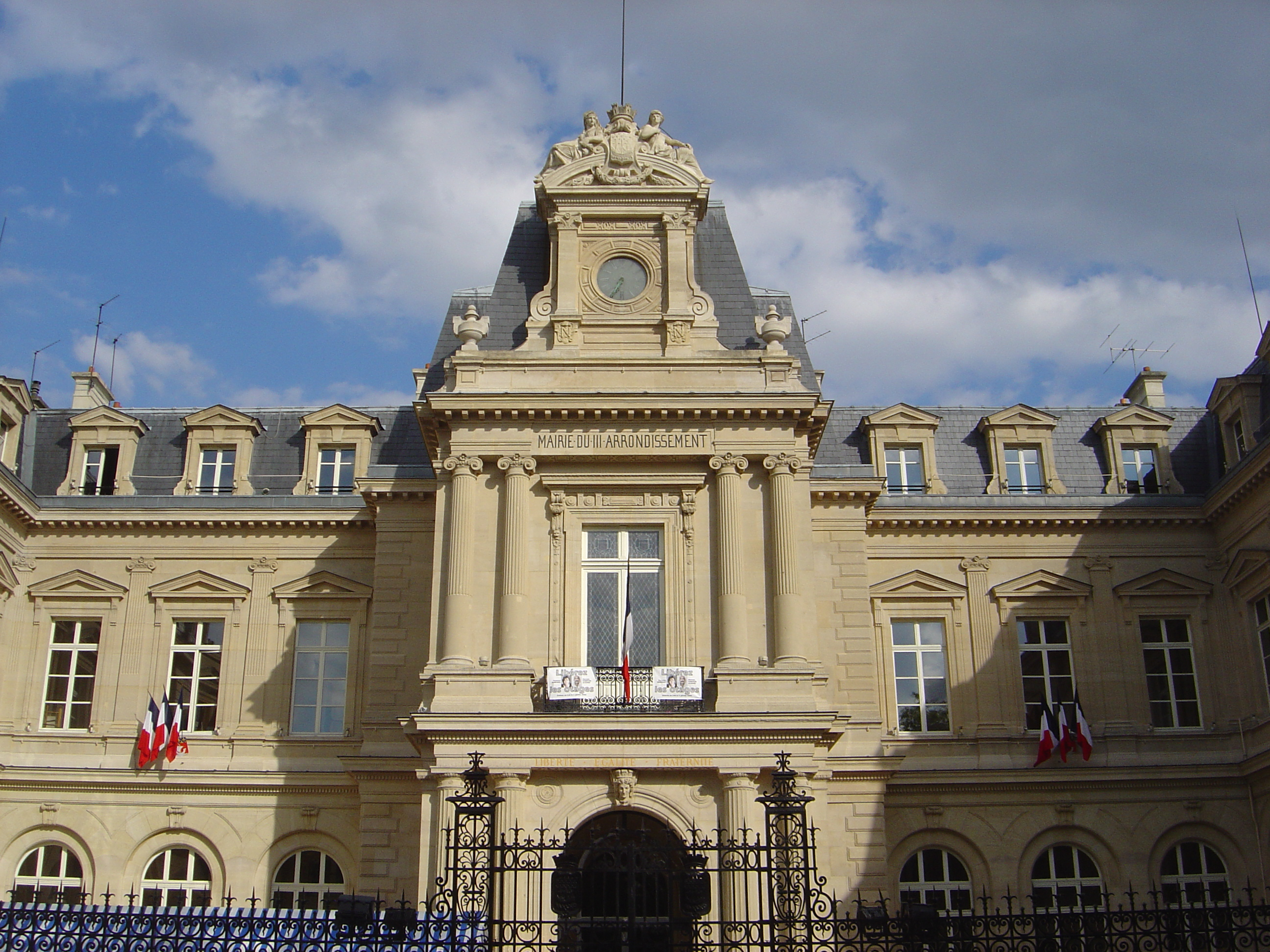
Alcaldía del III Distrito.

El distrito está dividido en cuatro barrios:
- Barrio Arts-et-Metiers
- Barrio Enfants Rouge
- Barrio Archive
- Saint-Avoye

Su alcalde desde el año 1995 es Pierre Aidenbaum (PS). Fue reelegido en 2001, 2008 y 2014, por seis años respectivamente.

## Demografía
El Distrito contaba en el último censo de 1999 con 34 248 habitantes sobre una superficie de 117 hectáreas, lo que representa una densidad de 29 272 hab/km².
| Año (censo nacional)     | Población | Densidad (hab. por km²) |
| ------------------------ | --------- | ----------------------- |
| 1861 (pico de población) | 99 116    | 84 642                  |
| 1872                     | 89 687    | 76 656                  |
| 1936                     | 66 233    |                         |
| 1954                     | 65 312    | 55 822                  |
| 1962                     | 62 680    | 53 527                  |
| 1968                     | 56 252    | 48 038                  |
| 1975                     | 41 706    | 35 616                  |
| 1982                     | 36 094    | 30 823                  |
| 1990                     | 35 102    | 29 976                  |
| 1999                     | 34 248    | 29 247                  |

## Lugares de interés
- Edificios religiosos:

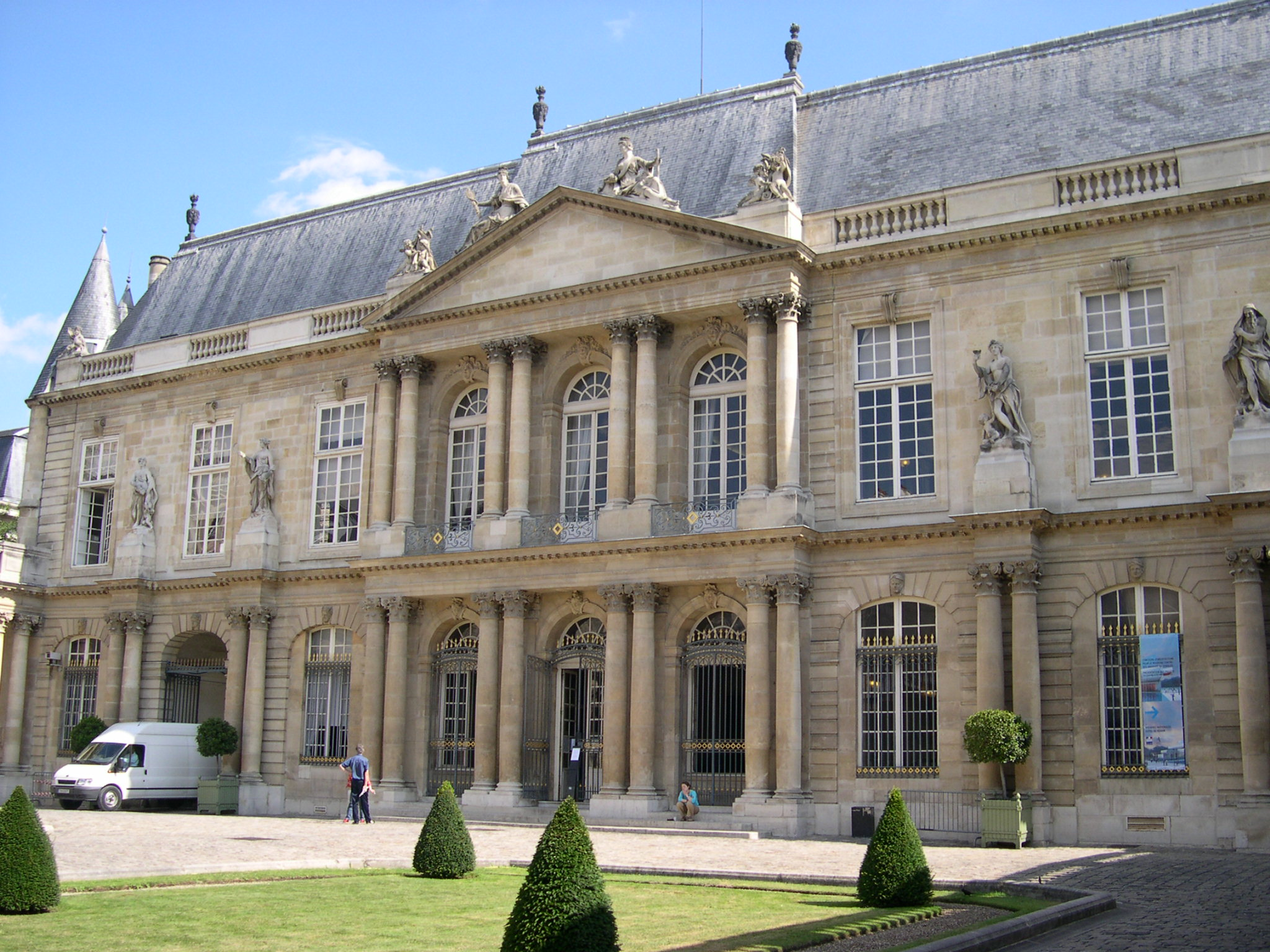
El Archivo Nacional.

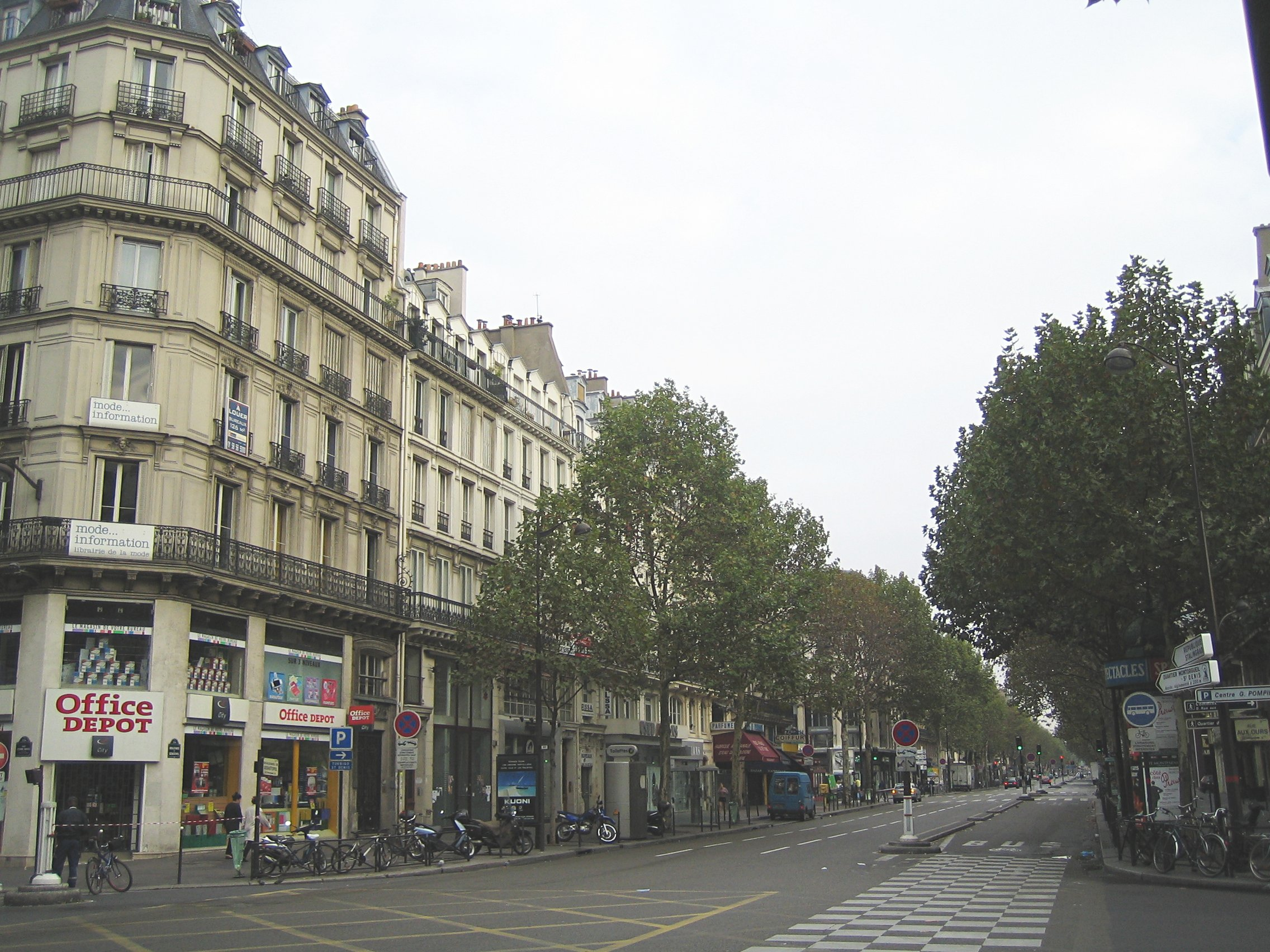
El Bulevar de Sébastopol.

  - Iglesia Saint-Denys-du-Saint-Sacrement
  - Iglesia de San Nicolás de los Campos
  - Iglesia Sainte-Élisabeth
  - Sinagoga Nazareth

- Museos e Instituciones culturales:
  - Archivo Nacional
  - Conservatoire National des Arts et Métiers
  - Museo de arts et métiers
  - Museo Carnavalet
  -  Museo Picasso
  - Museo de Arte y de Historia del Judaísmo

- Mercados cubiertos:
  - Carreau du Temple

## Principales vías
- Bulevar de Sébastopol
- Calle Réaumur
- Calle de Turenne
- Calle de los Archives
- Calle Rambuteau
- Calle del Roi-Doré
- Plaza de la República (París)

## Transporte

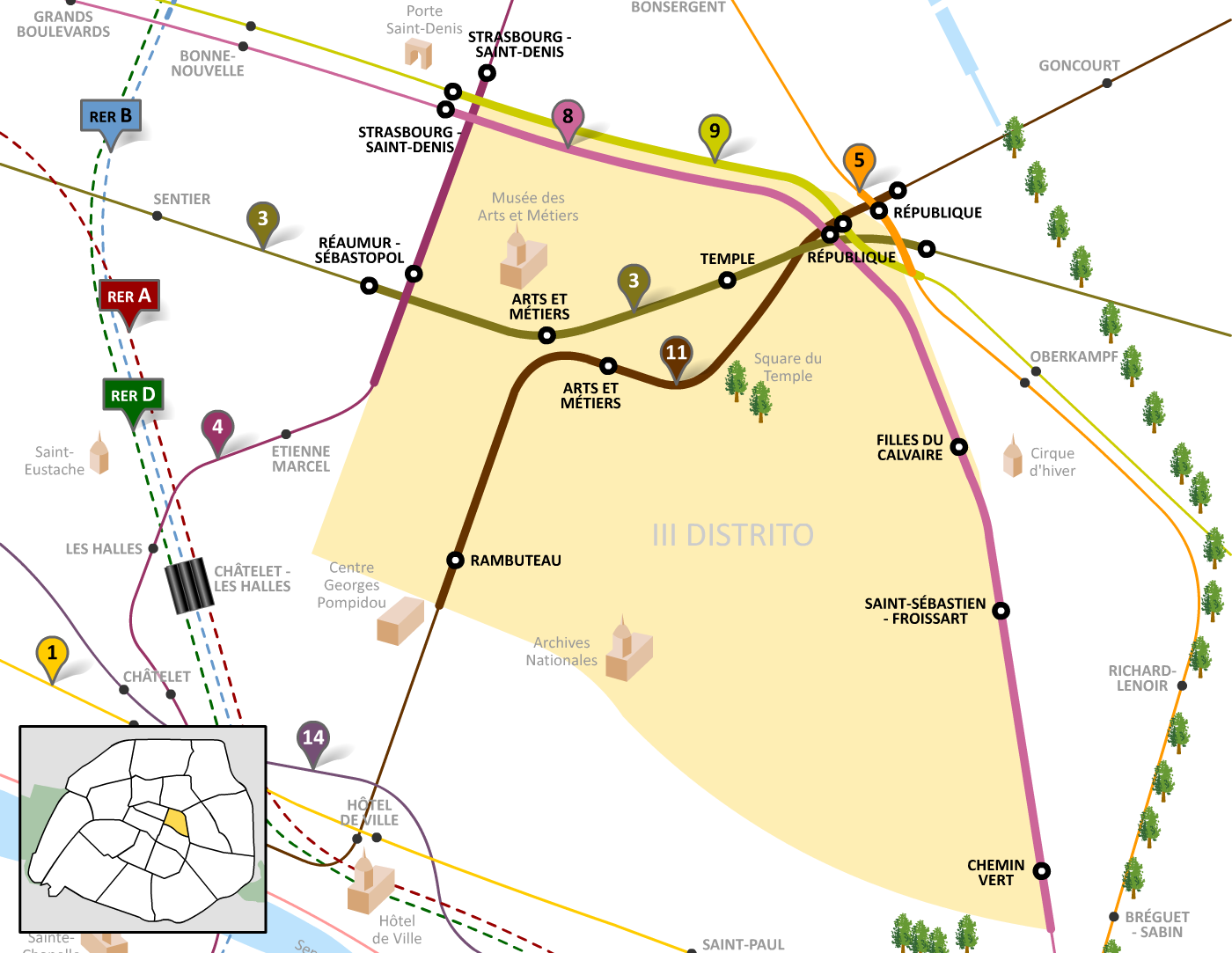
Estaciones del metro en el III Distrito.

Hay seis líneas de metro que tienen estaciones en el III Distrito.
- (estaciones Réaumur - Sébastopol, Arts et Métiers, Temple y République)
- (Strasbourg - Saint-Denis y Réaumur - Sébastopol)
- (République)
- (Strasbourg - Saint-Denis, République, Filles du Calvaire, Saint-Sébastien - Froissart y Chemin Vert)
- (Strasbourg - Saint-Denis y République)
- (Rambuteau, Arts et Métiers y République)